# Football Club Bassecourt 2022-2023
Questa voce raccoglie le informazioni riguardanti il Football Club Bassecourt nelle competizioni ufficiali della stagione 2022-2023.

## Stagione
Nella stagione 2022-2023 il Bassecourt, allenato da Lulzim Hushi, concluse il campionato di Prima Lega all'11º posto.

## Rosa
| N. |                           | Ruolo | Calciatore       |
| -- | ------------------------- | ----- | ---------------- |
| 3  | Svizzera (bandiera)       | D     | Kevin Vuitel     |
| 4  | Senegal (bandiera)        | D     | Fadel Niang      |
| 5  | Svizzera (bandiera)       | D     | Adrien Bastian   |
| 6  | Svizzera (bandiera)       | D     | Axel Gester      |
| 7  | Svizzera (bandiera)       | A     | Valentin Nushi   |
| 8  | Svizzera (bandiera)       | A     | Alessandro Forte |
| 9  | RD del Congo (bandiera)   | C     | Ambre Nsumbu     |
| 10 | Francia (bandiera)        | C     | Charlie Mobili   |
| 11 | Italia (bandiera)         | A     | Aurelio Currenti |
| 12 | Costa d'Avorio (bandiera) | A     | Oumar Barry      |
| 13 | Svizzera (bandiera)       | C     | David Neto Dias  |
| 14 | Svizzera (bandiera)       | A     | Augustin Nushi   |
| 15 | Svizzera (bandiera)       | C     | Florent Hushi    |
| 17 | Guinea (bandiera)         | A     | Mohamed Camara   |

| N. |                     | Ruolo | Calciatore            |
| -- | ------------------- | ----- | --------------------- |
| 19 | Svizzera (bandiera) | C     | Kenzo Brêchet         |
| 20 | Svizzera (bandiera) | D     | Jennys Hügi           |
| 21 | Francia (bandiera)  | D     | Léo Moine             |
| 22 | Francia (bandiera)  | D     | Samir Nouicer         |
| 23 | Svizzera (bandiera) | C     | Pablo Rebetez         |
| 24 | Francia (bandiera)  | D     | Ahcène Amrani         |
| 28 | Francia (bandiera)  | A     | Junior Etoundi        |
|    | Svizzera (bandiera) | P     | Edoardo Currenti      |
|    | Svizzera (bandiera) | P     | Angelo Meneses-Araujo |
|    | Svizzera (bandiera) | P     | Gilles Monti          |
|    | Svizzera (bandiera) | D     | Gzim Islami           |
|    | Svizzera (bandiera) | C     | Francis Sarret        |
|    | Svizzera (bandiera) | C     | Seynel Suvakci        |
|    | Svizzera (bandiera) | A     | Ken Steullet          |

## Organigramma societario
Area tecnica
- Allenatore: Lulzim Hushi
- Allenatore in seconda:
- Preparatore dei portieri:
- Preparatori atletici:

## Calciomercato

### Sessione estiva
| Acquisti | Acquisti         | Acquisti           | Acquisti |
| R.       | Nome             | da                 | Modalità |
| -------- | ---------------- | ------------------ | -------- |
| D        | Ahcène Amrani    | Saint-Louis Neuweg |          |
| A        | Aurelio Currenti | Delémont           |          |
| A        | Junior Etoundi   | Linx               |          |
| A        | Alessandro Forte | Delémont           |          |
| C        | Florent Hushi    | Delémont           |          |
| A        | Augustin Nushi   | La Chaux-de-Fonds  |          |
| A        | Valentin Nushi   | Bienne             |          |

| Cessioni | Cessioni          | Cessioni             | Cessioni |
| R.       | Nome              | a                    | Modalità |
| -------- | ----------------- | -------------------- | -------- |
| A        | Luther-King Adjei | Portalban/Gletterens |          |
| A        | Oumar Coulibaly   | Delémont             |          |
| P        | Helder Moises     | Portalban/Gletterens |          |
| D        | Cédric Mbenza     | La Chaux-de-Fonds    |          |
| C        | Steve Antunes     | Delémont             |          |

### Sessione invernale
| Acquisti | Acquisti       | Acquisti          | Acquisti |
| R.       | Nome           | da                | Modalità |
| -------- | -------------- | ----------------- | -------- |
| A        | Mohamed Camara | YF Juventus       |          |
| D        | Léo Moine      | Vesoul            |          |
| P        | Gilles Monti   | La Chaux-de-Fonds |          |

| Cessioni | Cessioni       | Cessioni          | Cessioni |
| R.       | Nome           | a                 | Modalità |
| -------- | -------------- | ----------------- | -------- |
| C        | Joris Gester   | FC Ajoie-Monterri |          |
| C        | Noah Saner     | Courtételle       |          |
| D        | Jordan Perrony | Bulle             |          |

## Risultati

### Prima Lega

#### andata
| Bassecourt 6 agosto 2022, ore 17:00 CEST 1ª giornata     | Bassecourt | 0 – 2 referto          | Schötz | Stade des Grands-Prés (250 spett.) |
| \| \| \| \| \| \| Marcatori \| 19’ Bühler 21’ Mazreku \| |            |                        |        |                                    |
|                                                          |            |                        |        |                                    |
|                                                          | Marcatori  | 19’ Bühler 21’ Mazreku |        |                                    |

| Bassecourt 13 agosto 2022, ore 17:00 CEST 2ª giornata | Bassecourt | 0 – 0 referto | Black Stars Basilea | Stade des Grands-Prés (250 spett.) |

| Basilea 19 agosto 2022, ore 20:15 CEST 3ª giornata            | Concordia Basilea | 1 – 1 referto     | Bassecourt | St. Jakob-Park (180 spett.) |
| \| \| \| \| \| Ejupi 20’ \| Marcatori \| 83’ (rig.) Mobili \| |                   |                   |            |                             |
|                                                               |                   |                   |            |                             |
| Ejupi 20’                                                     | Marcatori         | 83’ (rig.) Mobili |            |                             |

| Bassecourt 27 agosto 2022, ore 17:00 CEST 4ª giornata                                         | Bassecourt | 3 – 2 referto              | Emmenbrücke | Stade des Grands-Prés (250 spett.) |
| \| \| \| \| \| Brêchet 14’ Mobili 20’ Forte 22’ \| Marcatori \| 17’ Stephan 74’ Bratanovič \| |            |                            |             |                                    |
|                                                                                               |            |                            |             |                                    |
| Brêchet 14’ Mobili 20’ Forte 22’                                                              | Marcatori  | 17’ Stephan 74’ Bratanovič |             |                                    |

| Zurigo 4 settembre 2022, ore 14:30 CEST 5ª giornata    | Muri      | 0 – 2 referto        | Bassecourt | Sportanlage Letten (200 spett.) |
| \| \| \| \| \| \| Marcatori \| 59’ Nsumbu 84’ Nushi \| |           |                      |            |                                 |
|                                                        |           |                      |            |                                 |
|                                                        | Marcatori | 59’ Nsumbu 84’ Nushi |            |                                 |

| Bassecourt 10 settembre 2022, ore 17:00 CEST 6ª giornata                                           | Bassecourt | 7 – 0 referto | Wohlen | Stade des Grands-Prés |
| \| \| \| \| \| Nushi 7’ Currenti 8’, 33’ Brêchet 55’ Perrony 68’, 78’ Nushi 81’ \| Marcatori \| \| |            |               |        |                       |
| |            |               |        |                       |
| Nushi 7’ Currenti 8’, 33’ Brêchet 55’ Perrony 68’, 78’ Nushi 81’                                   | Marcatori  |               |        |                       |

| Thun 17 settembre 2022, ore 19:00 CEST 7ª giornata | Thun II   | 1 – 0 referto | Bassecourt | Stockhorn Arena |
| \| \| \| \| \| Matoshi 43’ \| Marcatori \| \|      |           |               |            |                 |
|                                                    |           |               |            |                 |
| Matoshi 43’                                        | Marcatori |               |            |                 |

| Bassecourt 24 settembre 2022, ore 17:00 CEST 8ª giornata | Bassecourt | 2 – 0 referto | Köniz | Stade des Grands-Prés (300 spett.) |
| \| \| \| \| \| Nushi 17’ Nsumbu 75’ \| Marcatori \| \|   |            |               |       |                                    |
|                                                          |            |               |       |                                    |
| Nushi 17’ Nsumbu 75’                                     | Marcatori  |               |       |                                    |

| Delémont 2 ottobre 2022, ore 14:30 CEST 9ª giornata                   | Delémont  | 3 – 0 referto | Bassecourt | Stadio La Blancherie (1 910 spett.) |
| \| \| \| \| \| François 31’ Türkes 60’ Antunes 71’ \| Marcatori \| \| |           |               |            |                                     |
|                                                                       |           |               |            |                                     |
| François 31’ Türkes 60’ Antunes 71’                                   | Marcatori |               |            |                                     |

| Bassecourt 8 ottobre 2022, ore 16:00 CEST 10ª giornata | Bassecourt | 0 – 2 referto        | Langenthal | Stade des Grands-Prés (200 spett.) |
| \| \| \| \| \| \| Marcatori \| 53’ Haziri 90’ Heric \| |            |                      |            |                                    |
|                                                        |            |                      |            |                                    |
|                                                        | Marcatori  | 53’ Haziri 90’ Heric |            |                                    |

| Münsingen 16 ottobre 2022, ore 14:30 CEST 11ª giornata                   | Münsingen | 2 – 1 referto | Bassecourt | Sportanlage Sandreutenen (350 spett.) |
| \| \| \| \| \| Marinković 18’ Fuhrer 19’ \| Marcatori \| 69’ Currenti \| |           |               |            |                                       |
|                                                                          |           |               |            |                                       |
| Marinković 18’ Fuhrer 19’                                                | Marcatori | 69’ Currenti  |            |                                       |

| Bassecourt 30 ottobre 2022, ore 15:00 CEST 12ª giornata                      | Bassecourt | 2 – 2 referto        | Neuchâtel Xamax II | Stade des Grands-Prés (250 spett.) |
| \| \| \| \| \| Mobili 5’, 24’ (rig.) \| Marcatori \| 47’ Surdez 64’ Alili \| |            |                      |                    |                                    |
|                                                                              |            |                      |                    |                                    |
| Mobili 5’, 24’ (rig.)                                                        | Marcatori  | 47’ Surdez 64’ Alili |                    |                                    |

| Soletta 5 novembre 2022, ore 16:00 CET 13ª giornata                                              | Soletta   | 5 – 1 referto | Bassecourt | Stadion Solothurn (330 spett.) |
| \| \| \| \| \| Gerspacher 6’ Domoraud 17’, 19’ Mast 52’, 71’ (rig.) \| Marcatori \| 73’ Nushi \| |           |               |            |                                |
|                                                                                                  |           |               |            |                                |
| Gerspacher 6’ Domoraud 17’, 19’ Mast 52’, 71’ (rig.)                                             | Marcatori | 73’ Nushi     |            |                                |

| Bassecourt 13 novembre 2022, ore 15:00 CET 14ª giornata | Bassecourt | 1 – 0 referto | Rotkreuz | Stade des Grands-Prés (150 spett.) |
| \| \| \| \| \| Nushi 29’ \| Marcatori \| \|             |            |               |          |                                    |
|                                                         |            |               |          |                                    |
| Nushi 29’                                               | Marcatori  |               |          |                                    |

| Dornach 19 novembre 2022, ore 16:00 CET 15ª giornata | Dornach | 0 – 0 referto | Bassecourt | Sportanlage Gigersloch |

#### ritorno
| Schötz 26 novembre 2022, ore 16:00 CET 16ª giornata  | Schötz    | 1 – 0 referto | Bassecourt | Fußballanlage Wissenhusen |
| \| \| \| \| \| Andrist 20’ (rig.) \| Marcatori \| \| |           |               |            |                           |
|                                                      |           |               |            |                           |
| Andrist 20’ (rig.)                                   | Marcatori |               |            |                           |

| Basilea 25 febbraio 2023, ore 15:00 CET 17ª giornata                | Black Stars Basilea | 1 – 2 referto        | Bassecourt | Sportplatz Buschweilerhof |
| \| \| \| \| \| Pergjoka 48’ \| Marcatori \| 11’ Moine 18’ Gester \| |                     |                      |            |                           |
|                                                                     |                     |                      |            |                           |
| Pergjoka 48’                                                        | Marcatori           | 11’ Moine 18’ Gester |            |                           |

| Bassecourt 4 marzo 2023, ore 15:00 CET 18ª giornata                                 | Bassecourt | 4 – 1 referto | Concordia Basilea | Stade des Grands-Prés (300 spett.) |
| \| \| \| \| \| Nushi 13’, 28’ Nsumbu 59’ Mobili 85’ \| Marcatori \| 76’ Validžić \| |            |               |                   |                                    |
|                                                                                     |            |               |                   |                                    |
| Nushi 13’, 28’ Nsumbu 59’ Mobili 85’                                                | Marcatori  | 76’ Validžić  |                   |                                    |

| Emmen 22 marzo 2023, ore 20:00 CET 19ª giornata                    | Emmenbrücke | 2 – 1 referto | Bassecourt | Sportanlage Gersag |
| \| \| \| \| \| Ukaj 4’ Neziraj 87’ \| Marcatori \| 15’ Currenti \| |             |               |            |                    |
|                                                                    |             |               |            |                    |
| Ukaj 4’ Neziraj 87’                                                | Marcatori   | 15’ Currenti  |            |                    |

| Bassecourt 18 marzo 2023, ore 15:00 CET 20ª giornata                                     | Bassecourt | 4 – 1 referto | Muri | Stade des Grands-Prés (200 spett.) |
| \| \| \| \| \| Moine 40’ Nushi 66’ Gester 82’ Currenti 84’ \| Marcatori \| 32’ Bičvić \| |            |               |      |                                    |
|                                                                                          |            |               |      |                                    |
| Moine 40’ Nushi 66’ Gester 82’ Currenti 84’                                              | Marcatori  | 32’ Bičvić    |      |                                    |

| Wohlen 25 marzo 2023, ore 16:00 CET 21ª giornata | Wohlen | 0 – 0 referto | Bassecourt | Stadion Niedermatten |

| Bassecourt 1º aprile 2023, ore 16:00 CEST 22ª giornata                                           | Bassecourt | 5 – 0 referto | Thun II | Stade des Grands-Prés (225 spett.) |
| \| \| \| \| \| Gester 20’ Dushica 23’ (aut.) Nushi 59’, 60’ Mobili 90’ (rig.) \| Marcatori \| \| |            |               |         |                                    |
|                                                                                                  |            |               |         |                                    |
| Gester 20’ Dushica 23’ (aut.) Nushi 59’, 60’ Mobili 90’ (rig.)                                   | Marcatori  |               |         |                                    |

| Köniz 6 aprile 2023, ore 20:05 CEST 23ª giornata | Köniz     | 0 – 1 referto | Bassecourt | Sportplatz Liebefeld-Hessgut |
| \| \| \| \| \| \| Marcatori \| 16’ Nsumbu \|     |           |               |            |                              |
|                                                  |           |               |            |                              |
|                                                  | Marcatori | 16’ Nsumbu    |            |                              |

| 16 aprile 2023, ore 14:30 CEST 24ª giornata | Bassecourt | 2 – 1 | Delémont |  |

| 23 aprile 2023, ore 15:00 CEST 25ª giornata | Langenthal | 2 – 0 | Bassecourt |  |

| Bassecourt 29 aprile 2023, ore 16:00 CEST 26ª giornata | Bassecourt | 0 – 0 referto | Münsingen | Stade des Grands-Prés |

| 6 maggio 2023, ore 16:00 CEST 27ª giornata | Neuchâtel Xamax II | 4 – 3 | Bassecourt |  |

| 11 maggio 2023, ore 20:00 CEST 28ª giornata | Bassecourt | 1 – 6 | Soletta |  |

| 20 maggio 2023, ore 16:00 CEST 29ª giornata | Rotkreuz | 1 – 0 | Bassecourt |  |

| 26 maggio 2023, ore 20:15 CEST 30ª giornata | Bassecourt | 1 – 4 | Dornach |  |

## Statistiche

### Statistiche di squadra
| Competizione | Punti | In casa | In casa | In casa | In casa | In casa | In casa | In trasferta | In trasferta | In trasferta | In trasferta | In trasferta | In trasferta | Totale | Totale | Totale | Totale | Totale | Totale | DR |
| Competizione | Punti | G       | V       | N       | P       | Gf      | Gs      | G            | V            | N            | P            | Gf           | Gs           | G      | V      | N      | P      | Gf     | Gs     | DR |
| ------------ | ----- | ------- | ------- | ------- | ------- | ------- | ------- | ------------ | ------------ | ------------ | ------------ | ------------ | ------------ | ------ | ------ | ------ | ------ | ------ | ------ | -- |
| Prima Lega   | 39    | 15      | 8       | 3       | 4       | 32      | 21      | 15           | 3            | 3            | 9            | 12           | 23           | 30     | 11     | 6      | 13     | 44     | 44     | 0  |
| Totale       | 39    | 15      | 8       | 3       | 4       | 32      | 21      | 15           | 3            | 3            | 9            | 12           | 23           | 30     | 11     | 6      | 13     | 44     | 44     | 0  |

### Andamento in campionato
| Giornata  | 1  | 2  | 3  | 4  | 5 | 6 | 7 | 8 | 9 | 10 | 11 | 12 | 13 | 14 | 15 | 16 | 17 | 18 | 19 | 20 | 21 | 22 | 23 | 24 | 25 | 26 | 27 | 28 | 29 | 30 |
| --------- | -- | -- | -- | -- | - | - | - | - | - | -- | -- | -- | -- | -- | -- | -- | -- | -- | -- | -- | -- | -- | -- | -- | -- | -- | -- | -- | -- | -- |
| Luogo     | C  | C  | T  | C  | T | C | T | C | T | C  | T  | C  | T  | C  | T  | T  | T  | C  | T  | C  | T  | C  | T  | C  | T  | C  | T  | C  | T  | C  |
| Risultato | P  | N  | N  | V  | V | V | P | V | P | P  | P  | N  | P  | V  | N  | P  | V  | V  | P  | V  | N  | V  | V  | V  | P  | N  | P  | P  | P  | P  |
| Posizione | 12 | 13 | 13 | 10 | 6 | 3 | 6 | 5 | 5 | 8  | 9  | 9  | 10 | 7  | 9  | 9  | 8  | 8  | 8  | 7  | 7  | 7  | 5  | 5  | 6  | 6  | 7  | 8  | 9  | 11 |

Legenda:

Luogo: C = Casa; T = Trasferta. Risultato: V = Vittoria; N = Pareggio; P = Sconfitta.